# Denemarken op de Olympische Zomerspelen 2016
Denemarken nam deel aan de Olympische Zomerspelen 2016 in Rio de Janeiro, Brazilië. De selectie bestond uit 121 atleten, actief in 16 verschillende sporten en was daarmee de grootste olympische ploeg van het land in meer dan veertig jaar. Tennisster Caroline Wozniacki droeg de Deense vlag tijdens de openingsceremonie. Voor Denemarken waren het de meest succesvolle Spelen sinds 1948.

## Medailleoverzicht
| Sport       | Olympiër | Discipline                | Medaille |
| ----------- | --- | ------------------------- | -------- |
| Handbal     | Niklas Landin Jacobsen Mads Christiansen Mads Mensah Larsen Casper Ulrich Mortensen Jesper Nøddesbo Jannick Green Lasse Svan Hansen Rene Toft Hansen Henrik Møllgaard Kasper Søndergaard Henrik Toft Hansen Mikkel Hansen Michael Damgaard Morten Olsen | mannen                    | Goud     |
| Zwemmen     | Pernille Blume | 50 m vrije slag (v)       | Goud     |
|             | |                           |          |
| Atletiek    | Sara Petersen | 400 m horden (v)          | Zilver   |
| Badminton   | Christinna Pedersen Kamilla Rytter Juhl | vrouwendubbel             | Zilver   |
| Kano        | Emma Jørgensen | K1 500 m (v)              | Zilver   |
| Roeien      | Jacob Barsøe Jacob Larsen Kasper Jørgensen Morten Jørgensen | lichte vier (m)           | Zilver   |
| Wielersport | Jakob Fuglsang | weg (m)                   | Zilver   |
| Worstelen   | Mark Madsen | –75 kg Grieks-Romeins (m) | Zilver   |
|             | |                           |          |
| Badminton   | Viktor Axelsen | mannen enkel              | Brons    |
| Roeien      | Hedvig Rasmussen Anne Andersen | twee zonder (v)           | Brons    |
| Wielersport | Lasse Norman Hansen Niklas Larsen Frederik Madsen Casper von Folsach Rasmus Quaade | ploegenachtervolging (m)  | Brons    |
| Wielersport | Lasse Norman Hansen | omnium (m)                | Brons    |
| Zeilen      | Anne-Marie Rindom | Laser Radial (v)          | Brons    |
| Zeilen      | Jena Mai Hansen Katja Salskov-Iversen | 49erFX (v)                | Brons    |
| Zwemmen     | Mie Nielsen Rikke Møller Pedersen Jeanette Ottesen Pernille Blume | 4×100 m wisselslag (v)    | Brons    |

## Deelnemers
(m) = mannen, (v) = vrouwen, (g) = gemengd

### Atletiek
| Olympiër                  | Discipline              | Resultaat | Prestatie                                                                 |
| ------------------------- | ----------------------- | --------- | ------------------------------------------------------------------------- |
| Andreas Bube              | 800 m (m)               | 16e       | serie 4: 2e in 1.46,67 halve finale 2: 7e in 1.45,87                      |
| Ole Hesselbjerg           | 3000 m steeplechase (m) | 31e       | serie 3: 11e in 8.40,08                                                   |
| Abdi Hakin Ulad           | marathon (m)            | 35e       | 2:17.06                                                                   |
|                           |                         |           |                                                                           |
| Sara Slott Petersen       | 400 m horden (v)        | Zilver    | serie 4: 1e in 55,20 halve finale 3: 2e in 54,55 finale: 2e in 53,55 (NR) |
| Stina Troest              | 400 m horden (v)        | 15e       | serie 1: 4e in 56,06 halve finale 1: 4e in 56,00                          |
| Anna Emilie Møller        | 3000 m steeplechase (v) | 21e       | serie 3: 6e in 9.32,68 (AJR, NR)                                          |
| Anna Holm Baumeister      | marathon (v)            | 55e       | 2:39.49                                                                   |
| Jessica Draskau-Petersson | marathon (v)            | 40e       | 2:36.14                                                                   |

### Badminton
| Olympiër                                    | Discipline     | Resultaat | Prestatie |
| ------------------------------------------- | -------------- | --------- | --- |
| Viktor Axelsen                              | enkelspel (m)  | Brons     | groep L: 1ste W van THA Ponsana: 2-0 (21-14, 21-13) W van KOR Lee: 2-0 (21-11, 21-13) achtste finale: W van IRL Evans: 0-2 (21-16, 21-12) kwartfinale: W van GBR Ouseph: 0-2 (21-12, 21-16) halve finale: V van CHN Chen: 0-2 (14-21, 15-21) troostfinale W van CHN Lin: 1-2 (21-15, 10-21, 17-21)                          |
| Jan Østergaard Jørgensen                    | enkelspel (m)  | 17e       | groep G: 1ste W van EST Must: 2-0 (21-8, 21-15) W van FRA Leverdez: 2-0 (21-11, 21-18) achtste finale: V van IND Kidambi: 0-2 (19-21, 19-21) |
| Mathias Boe Carsten Mogensen                | dubbelspel (m) | 9e        | groep C: 3de W van GBR Ellis/Langridge: 2-1 (21-9, 9-21, 21-16) W van POL Cwalina/Wacha: 2-0 (21-17, 21-17) V van KOR Kim/Kim: 2-0 (21-15, 21-18) |
|                                             |                |           | |
| Line Kjærsfeldt                             | enkelspel (v)  | 14e       | groep A: 2de W van FIN Vainio: 2-0 (21-9, 21-8) V van ESP Marín: 2-0 (21-16, 21-13) |
| Kamilla Rytter Juhl Christinna Pedersen     | dubbelspel (v) | Zilver    | groep B: 2de V van CHN Luo/Luo: 0 - 2 (11-21, 18-21) W van USA Lee/Obanana: 2-0 (21-9, 21-6) W van KOR Jung/Shin: 0-2 (16-21, 18-21) kwartfinale: W van KOR Chang/Lee: 2-1 (28-26, 18-21, 21-15) halve finale: W van CHN Tang/Yu: 1-2 (16-21, 21-14, 19-21) finale: V van JPN Matsutomo/Takahashi: 2-1 (18-21, 21-9, 21-19) |
|                                             |                |           | |
| Joachim Fischer Nielsen Christinna Pedersen | dubbelspel (g) | 13e       | groep B: 4de W van POL Mateusiak/Zięba: 2-0 (21-18, 23-21) V van GBR C. Adcock/G. Adcock: 1-2 (19-21, 24-22, 17-21) V van CHN Xu/Ma: 1-2 (24-22, 14-21, 16-21) |

### Golf
| Olympiër             | Discipline | Resultaat | Prestatie           |
| -------------------- | ---------- | --------- | ------------------- |
| Søren Kjeldsen       | mannen     | 21e       | 281 punten (par –3) |
| Thorbjørn Olesen     | mannen     | 30e       | 283 punten (par –1) |
|                      |            |           |                     |
| Nicole Broch Larsen  | vrouwen    | 36e       | 287 punten (par +3) |
| Nanna Koerstz Madsen | vrouwen    | 13e       | 279 punten (par –5) |

### Handbal
| Olympiër | Onderdeel | Resultaat | Prestatie |
| --- | --------- | --------- | --- |
| Niklas Landin Jacobsen Mads Christiansen Mads Mensah Larsen Casper Ulrich Mortensen Jesper Nøddesbo Jannick Green Lasse Svan Hansen Rene Toft Hansen Henrik Møllgaard Kasper Søndergaard Henrik Toft Hansen Mikkel Hansen Michael Damgaard Morten Olsen | mannen    | Goud      | groepsfase: 3de W van Argentinië: 25-19 W van Tunesië: 32-23 V van Kroatië: 24-27 W van Qatar: 26-25 V van Frankrijk: 30-33 kwartfinale: W van Slovenië: 37-30 halve finale: W van Polen: 29-28 finale: W van Frankrijk: 28-25 |

| Groep A |            |             |             |             |             |            |            |            |        |
| #       | Land       | Wedstrijden | Wedstrijden | Wedstrijden | Wedstrijden | Doelpunten | Doelpunten | Doelpunten | Punten |
| #       | Land       | G           | W           | G           | V           | V          | T          | Saldo      | Punten |
| 1       | Kroatië    | 5           | 4           | 0           | 1           | 147        | 134        | +13        | 8      |
| 2       | Frankrijk  | 5           | 4           | 0           | 1           | 152        | 126        | +26        | 8      |
| 3       | Denemarken | 5           | 3           | 0           | 2           | 136        | 127        | +9         | 6      |
| 4       | Qatar      | 5           | 2           | 1           | 2           | 122        | 127        | −5         | 5      |
| 5       | Argentinië | 5           | 1           | 0           | 4           | 110        | 126        | −16        | 2      |
| 6       | Tunesië    | 5           | 0           | 1           | 4           | 118        | 145        | −27        | 1      |

| Ronde        | Datum       | Lokale tijd | MEZT           | Plaats         | Land       | Score      | Land       |
| ------------ | ----------- | ----------- | -------------- | -------------- | ---------- | ---------- | ---------- |
| Groepsfase   |             |             |                |                |            |            |            |
| 7 augustus   | 14:40       | 19:40       | Rio de Janeiro | Denemarken     | 25−19      | Argentinië |            |
| 9 augustus   | 14:40       | 19:40       | Rio de Janeiro | Tunesië        | 23−31      | Denemarken |            |
| 11 augustus  | 14:40       | 19:40       | Rio de Janeiro | Denemarken     | 24−27      | Kroatië    |            |
| 13 augustus  | 14:40       | 14:40       | Rio de Janeiro | Denemarken     | 26−25      | Qatar      |            |
| 15 augustus  | 14:40       | 19:40       | Rio de Janeiro | Frankrijk      | 33−30      | Denemarken |            |
| Kwartfinale  | 17 augustus | 17:00       | 22:00          | Rio de Janeiro | Denemarken | 37−30      | Slovenië   |
| Halve finale | 19 augustus | 20:30       | 1:30           | Rio de Janeiro | Polen      | 28−29      | Denemarken |
| Finale       | 21 augustus | 14:00       | 19:00          | Rio de Janeiro | Denemarken | 28−26      | Frankrijk  |

### Kanovaren
| Olympiër                                                                            | Discipline     | Resultaat | Prestatie                                                                       |
| ----------------------------------------------------------------------------------- | -------------- | --------- | ------------------------------------------------------------------------------- |
| Rene Holten Poulsen                                                                 | K-1 1000 m (m) | 6e        | serie 1: 1e in 3.35,722 halve finale 1: 4e in 3.34,344 finale A: 6e in 3.36,840 |
|                                                                                     |                |           |                                                                                 |
| Amalie Thomsen Ida Villumsen                                                        | K-2 500 m (v)  | 12e       | serie 2: 4e in 1.46,246 halve finale 2: 6e in 1.47,476 finale B: 4e in 1.48,846 |
| Henriette Engel Hansen Emma Åstrand Jørgensen Amalie Ringtved Thomsen Ida Villumsen | K-4 500 m (v)  | 6e        | serie 2: 5e in 1.36,675 halve finale 1: 3e in 1.36,302 finale A: 6e in 1.39.057 |

### Paardensport
| Olympiër                                                         | Discipline             | Resultaat | Prestatie                                                                                      |
| ---------------------------------------------------------------- | ---------------------- | --------- | ---------------------------------------------------------------------------------------------- |
| Anders Dahl                                                      | dressuur (individueel) | 30e       | Grand Prix: 37e met 69,900% Grand Prix Special: 30e met 71,232%                                |
| Cathrine Dufour                                                  | dressuur (individueel) | 13e       | Grand Prix: 23e met 73,943% Grand Prix Special: 15e met 74,524% Kür op muziek: 13e met 78,143% |
| Anna Kasprzak                                                    | dressuur (individueel) | 14e       | Grand Prix: 10e met 76,657% Grand Prix Special: 12e met 76,050% Kür op muziek: 14e met 76,982% |
| Agnete Kirk Thinggaard                                           | dressuur (individueel) | 26e       | Grand Prix: 27e met 72,229% Grand Prix Special: 26e met 72,465%                                |
| Anders Dahl Cathrine Dufour Anna Kasprzak Agnete Kirk Thinggaard | dressuur (team)        | 6e        | Grand Prix: 6e met 74,276% Grand Prix Special: 6e met 74,346%                                  |

### Roeien
| Olympiër                                                             | Discipline             | Resultaat | Prestatie                                                                                                 |
| -------------------------------------------------------------------- | ---------------------- | --------- | --- |
| Rasmus Quist Mads Rasmussen                                          | lichte dubbel-twee (m) | 10e       | serie 1: 3e in 6.33,67 herkansing 1: 1e in 7.02,78 halve finale 2: 5e in 6.45,05 finale B: 4e in 6.34,72  |
| Jacob Barsøe Kasper Winther Jørgensen Morten Jørgensen Jacob Søgaard | lichte vier-zonder (m) | Zilver    | serie 2: 1e in 5.58,21 halve finale 2: 2e in 6.19,62 finale A: 2e in 6.21,97                              |
|                                                                      |                        |           | |
| Fie Udby Erichsen                                                    | skiff (v)              | 9e        | serie 2: 2e in 8.30,07 kwartfinale 3: 1e in 7.33,00 halve finale 2: 6e in 8.08,65 finale B: 3e in 7.25,13 |
| Anne Dsane Andersen Lærke Rasmussen                                  | dubbel-twee (v)        | 13e       | serie 1: 5e in 7.18,92 herkansing: 4e in 7.04,35                                                          |
| Nina Hollensen Lisbet Jakobsen                                       | twee-zonder (v)        | Brons     | serie 1: 2e in 7.05,28 halve finale 2: 1e in 7.27,56 finale A: 3e in 7.20,71                              |
| Anne Lolk Juliane Elander Rasmussen                                  | lichte dubbel-twee (v) | 9e        | serie 1: 2e in 7.01,84 halve finale 2: 4e in 7.20,29 finale B: 3e in 7.27,36                              |

### Schietsport
| Olympiër       | Discipline              | Resultaat | Prestatie                                                                               |
| -------------- | ----------------------- | --------- | --------------------------------------------------------------------------------------- |
| Torben Grimmel | 50 m liggend (m)        | 23e       | kwalificatie: 23e met 621,4 punten (103,7 - 104,6 - 102,8 - 103,0 - 103,9 - 103,7)      |
| Jesper Hansen  | skeet (m)               | 5e        | kwalificatie: 6e met 121 punten (24 - 25 - 24 - 25 - 23) halve finale: 5e met 14 punten |
|                |                         |           |                                                                                         |
| Stine Nielsen  | 10 m luchtgeweer (v)    | 38e       | kwalificatie: 38e met 410,1 punten (102,3 - 102,4 - 102,3 - 103,1)                      |
| Stine Nielsen  | 50 m drie houdingen (v) | 13e       | kwalificatie: 13e met 579 punten (95 - 95 - 100 - 98 - 95 - 96)                         |

### Tafeltennis
| Olympiër       | Discipline    | Resultaat | Prestatie |
| -------------- | ------------- | --------- | --- |
| Jonathan Groth | enkelspel (m) | 17e       | voorronde: vrij 2de ronde: W van FIN Benedek Oláh: 4-0 (11-8, 11-5, 12-10, 11-3) 3de ronde: V van CHN Ma Long: 4-0 (11-2, 11-3, 11-3, 11-9) |

### Tennis
| Olympiër              | Discipline    | Resultaat | Prestatie                                                                                   |
| --------------------- | ------------- | --------- | ------------------------------------------------------------------------------------------- |
| Caroline Wozniacki VO | enkelspel (v) | 17e       | 1ste ronde: W van CZE Lucie Hradecká: 6-2, 6-2 2de ronde: V van CZE Petra Kvitová: 6-2, 6-4 |

### Triatlon
| Olympiër          | Discipline | Resultaat | Prestatie                                                                                     |
| ----------------- | ---------- | --------- | --------------------------------------------------------------------------------------------- |
| Andreas Schilling | mannen     | 28e       | zwemmen: 40e in 18.11 wielrennen: 11e in 55.33 hardlopen: 33e in 33.34 totaal: 28e in 1:48.56 |

### Voetbal
| Olympiër | Discipline | Resultaat   | Prestatie |
| --- | ---------- | ----------- | --- |
| Jeppe Højbjerg Mikkel Desler Kasper Larsen Edigeison Gomes D Jakob Blåbjerg Andreas Maxsø Lasse Vibe D Lasse Vigen Christensen Nicolai Brock-Madsen Yussuf Poulsen Uffe Bech Frederik Børsting Emil Larsen D Casper Nielsen Pascal Gregor Robert Skov Jens Jønsson Lukas Fernandes | mannen     | kwartfinale | groepsfase: 2de G tegen Irak: 0-0 W van Zuid-Afrika: 1-0 V van Brazilië: 0-4 kwartfinale: V van Nigeria: 2-0 |

| Groep A |             |             |             |             |             |            |            |            |        |
| #       | Land        | Wedstrijden | Wedstrijden | Wedstrijden | Wedstrijden | Doelpunten | Doelpunten | Doelpunten | Punten |
| #       | Land        | G           | W           | G           | V           | V          | T          | Saldo      | Punten |
| 1       | Brazilië    | 3           | 1           | 2           | 0           | 4          | 0          | +4         | 5      |
| 2       | Denemarken  | 3           | 1           | 1           | 1           | 1          | 4          | −3         | 4      |
| 3       | Irak        | 3           | 0           | 3           | 0           | 1          | 1          | 0          | 3      |
| 4       | Zuid-Afrika | 3           | 0           | 2           | 1           | 1          | 2          | −1         | 2      |

| Ronde       | Datum       | Lokale tijd | MEZT     | Plaats     | Land    | Score       | Land       |
| ----------- | ----------- | ----------- | -------- | ---------- | ------- | ----------- | ---------- |
| Groepsfase  |             |             |          |            |         |             |            |
| 4 augustus  | 13:00       | 18:00       | Brasilia | Irak       | 0–0     | Denemarken  |            |
| 7 augustus  | 19:00       | 00:00       | Brasilia | Denemarken | 1–0     | Zuid-Afrika |            |
| 10 augustus | 22:00       | 03:00       | Salvador | Denemarken | 0–4     | Brazilië    |            |
| Kwartfinale | 13 augustus | 16:00       | 21:00    | Salvador   | Nigeria | 2–0         | Denemarken |

### Wielersport
| Olympiër                                                                                       | Discipline               | Resultaat | Prestatie                                                                              |
| ---------------------------------------------------------------------------------------------- | ------------------------ | --------- | -------------------------------------------------------------------------------------- |
| Lasse Norman Hansen                                                                            | omnium (m)               | Brons     | totaal: 192 punten (3e)                                                                |
| Casper Folsach Lasse Norman Hansen Niklas Larsen Frederik Madsen Casper Pedersen Rasmus Quaade | ploegenachtervolging (m) | Brons     | kwalificaties: 3:55.396 (2e) eerste ronde: 3:53.542 (3e) bronzen finale: 3:53.789 (1e) |
| Niklas Laustsen                                                                                | BMX (m)                  | 24e       | kwalificaties: 36.199 (24e)                                                            |
| Simon Andreassen                                                                               | mountainbike (m)         | 34e       | 1:47.44 (+14'16)                                                                       |
| Christopher Juul-Jensen                                                                        | tijdrit (m)              | 19e       | 1:16:49.62 (19e)                                                                       |
| Jakob Fuglsang                                                                                 | weg (m)                  | Zilver    | 6:10:05 (z.t.)                                                                         |
| Christopher Juul-Jensen                                                                        | weg (m)                  | 32e       | +9'38"                                                                                 |
| Chris Anker Sørensen                                                                           | weg (m)                  | 60e       | +20'00"                                                                                |
|                                                                                                |                          |           |                                                                                        |
| Amalie Dideriksen                                                                              | omnium (v)               | 5e        | totaal: 189 punten (5e)                                                                |
| Simone Christensen                                                                             | BMX (v)                  | 13e       | kwalificaties: 35.251 (5e) halve finale: 18 punten (7e)                                |
| Annika Langvad                                                                                 | mountainbike (v)         | 11e       | 1:33.48 (11e)                                                                          |

### Worstelen
| Olympiër    | Discipline                | Resultaat | Prestatie |
| ----------- | ------------------------- | --------- | --- |
| Mark Madsen | –75 kg Grieks-Romeins (m) | Zilver    | tweede ronde won van Saeid Abdevali (1–1) kwartfinale won van Viktor Nemeš (4–0) halve finale won van Péter Bácsi (1–0) finale verloor van Roman Vlasov (1–5) |

### Zeilen
| Olympiër                                 | Discipline       | Resultaat | Prestatie        |
| ---------------------------------------- | ---------------- | --------- | ---------------- |
| Sebastian Fleischer                      | RS:X (m)         | 12e       | 135 punten (13e) |
| Michael Hansen                           | Laser (m)        | 25e       | 180 punten (25e) |
| Jonas Høgh Christensen                   | Finn (m)         | 16e       | 109 punten (16e) |
| Christian Peter Lübeck Jonas Warrer      | 49er (m)         | 4e        | 98 punten (4e)   |
|                                          |                  |           |                  |
| Lærke Buhl-Hansen                        | RS:X (v)         | 15e       | 154 punten (15e) |
| Anne-Marie Rindom                        | Laser Radial (v) | Brons     | 71 punten (3e)   |
| Jena Mai Hansen Katja Salskov-Iversen    | 49erFX (v)       | Brons     | 54 punten (3e)   |
|                                          |                  |           |                  |
| Allan Nørregaard Anette Viborg Andreasen | Nacra 17 (g)     | 12e       | 108 punten (12e) |

### Zwemmen
| Olympiër                                                          | Discipline             | Resultaat | Prestatie                                                                  |
| ----------------------------------------------------------------- | ---------------------- | --------- | -------------------------------------------------------------------------- |
| Mads Glæsner                                                      | 400 m vrije slag (m)   | 36e       | serie 4: 7e in 3.52,59                                                     |
| Anton Ipsen                                                       | 400 m vrije slag (m)   | 20e       | serie 4: 3e in 3.48,31                                                     |
| Anton Ipsen                                                       | 1500 m vrije slag (m)  | 18e       | serie 3: 1e in 15.05,91                                                    |
| Pál Joensen                                                       | 1500 m vrije slag (m)  | 30e       | serie 4: 6e in 15.18,49                                                    |
| Viktor Bromer                                                     | 200 m vlinderslag (m)  | 6e        | serie 4: 2e in 1.55,77 halve finale 2: 4e in 1.55,59 finale: 6e in 1.55,64 |
| Søren Dahl Anders Lie Daniel Skaaning Magnus Westermann           | 4×200 m vrije slag (m) | 13e       | serie 2: 7e in 7.12,66                                                     |
|                                                                   |                        |           |                                                                            |
| Pernille Blume VS                                                 | 50 m vrije slag (v)    | Goud      | serie 12: 1e in 24,23 halve finale 2: 1e in 24,28 finale: 1e in 24,07      |
| Jeanette Ottesen                                                  | 50 m vrije slag (v)    | 11e       | serie 11: 2e in 24,48 halve finale 1: 6e in 24,62                          |
| Pernille Blume VS                                                 | 100 m vrije slag (v)   | 11e       | serie 5: 6e in 54,15 halve finale 2: 6e in 54,19                           |
| Jeanette Ottesen                                                  | 100 m vrije slag (v)   | 8e        | serie 5: 4e in 53,53 halve finale 1: 3e in 53,35 (NR) finale: 8e in 53,36  |
| Lotte Friis                                                       | 400 m vrije slag (v)   | 11e       | serie 2: 3e in 4.07,13                                                     |
| Lotte Friis                                                       | 800 m vrije slag (v)   | 7e        | serie 3: 1e in 8.22,54 finale: 7e in 8.24,50                               |
| Mie Nielsen                                                       | 100 m rugslag (v)      | 5e        | serie 4: 2e in 59,13 halve finale 1: 2e in 59,18 finale: 5e in 58,80       |
| Rikke Møller Pedersen                                             | 100 m schoolslag (v)   | 10e       | serie 4: 2e in 1.06,58 halve finale 1: 4e in 1.07,07                       |
| Rikke Møller Pedersen                                             | 200 m schoolslag (v)   | 8e        | serie 2: 1e in 2.22,72 halve finale 2: 4e in 2.22,45 finale: 8e in 2.23,74 |
| Jeanette Ottesen                                                  | 100 m vlinderslag (v)  | 8e        | serie 6: 4e in 57,15 halve finale 1: 3e in 57,47 finale: 8e in 57,17       |
| Pernille Blume Sarah Bro Julie Kepp Jensen Mie Nielsen            | 4×100 m vrije slag (v) | 12e       | serie 1: 6e in 3.39,45                                                     |
| Pernille Blume Mie Nielsen Jeanette Ottesen Rikke Møller Pedersen | 4×100 m wisselslag (v) | Brons     | serie 1: 2e in 3.56,98 finale: 3e in 3.55,01                               |